# Шиш, Григорий Яковлевич
Григорий Яковлевич Шиш — советский хозяйственный, государственный и политический деятель, Герой Социалистического Труда.

## Биография
Родился в 1914 году. Член КПСС.
С 1934 года — на хозяйственной, общественной и политической работе. В 1934—1974 гг. — комбайнёр, участник Великой Отечественной войны, телефонист, шофёр 143-й армейской пушечно-артиллерийской бригады в составе 49-й армии, комбайнёр Хакасской МТС Усть-Абаканского района Хакасской автономной области Красноярского края, механик автобазы в Усть-Абаканском объединении «Сельхозтехника»
Указом Президиума Верховного Совета СССР от 11 января 1957 года присвоено звание Героя Социалистического Труда с вручением ордена Ленина и золотой медали «Серп и Молот».
Избирался депутатом Верховного Совета СССР 5-го созыва.
Умер после 1985 года.